# Aulacigaster perata
Aulacigaster perata är en tvåvingeart som beskrevs av Barraclough 1993. Aulacigaster perata ingår i släktet Aulacigaster och familjen Aulacigastridae. Inga underarter finns listade i Catalogue of Life.